# La casa de Collette en Cagnes
La casa de Collette en Cagnes (en francés, La maison de Collette à Cagnes) es una pintura al óleo realizada por el pintor impresionista francés Pierre-Auguste Renoir. Fue hecha en 1912, durante la etapa en que Renoir habitaba una finca en la colina Les Collettes en Cagnes-sur-Mer, donde vivió hasta su muerte en 1919.
La obra forma parte de la colección del Museo Soumaya de la Ciudad de México.